# ヌカボシクリハラン属
ヌカボシクリハラン属（ヌカボシクリハランぞく、糠星栗葉蘭属）とはウラボシ科に属するシダの一群である。この仲間は主にアジア・オセアニア・アフリカの亜熱帯から熱帯に広く生息し、園芸用やアクアリウム用として栽培・品種改良された種もある。園芸やアクアリウムの世界では、「ミクロソリム」、「ミクロソラム」、「ミクロソリウム」とも呼ばれる。日本では9種が知られている。
オキナワウラボシ （Phymatosorus scolopendria、シノニム：Microsporum scolopendria (Burm. f.) Copel.）は、オキナワウラボシ属に分類されている。

## 主な種
- ミツデヘラシダ Microsorum pteropus
東南アジア原産で、日本では石垣島、西表島など南西諸島の限られた地域に自生している。アクアリウムの世界でミクロソリウムといえば、通常は本種か本種を基にした改良種を指す。
- ナローリーフ・ミクロソリウム Microsorum sp.
ミツデヘラシダの近縁種で、未だに学名がついていない。東南アジア（タイ王国）原産。ミツデヘラシダより葉が細く、透明感が有る。
- アヤメシダ M. punctatum (L.) E. Copel
葉は単葉でオオタニワタリやシマオオタニワタリと似る。園芸種に葉先の分かれたシシバタニワタリ（M. punctatum 'Grandiceps'）がある。
- ヌカボシクリハラン M. buergerianum (Miq.) Ching
本州南岸の一部から南に分布。森林内の地上、岩の上、樹皮上などを這う。葉の長さは30cmほど。クリハラン（Neocheiropteris ensata）に似るがやや小型で、葉脈が浮かない。日本本土においてもっとも普通に見られる種。
- タカウラボシ M. rubidium (Kunze) Copel.
森林内の渓流沿いの湿地にはえ、葉は高さ70cmに達する。葉は羽状に深裂し、細長い。奄美以南の琉球列島から、アジア・オセアニアの熱帯域に広く分布する。